# Гоф, Стивен (конькобежец)
Стивен Джон Гоф (англ. Stephen John Gough; род.14 октября 1972 года во Фредериктоне, провинция Нью-Брансуик) — канадский конькобежец, специализирующийся в шорт-треке. Участник Олимпийских игр 1994 года. Бронзовый призёр чемпионата мира. Окончил юридический факультет в Университете Макгилла в Монреале.

## Спортивная карьера
Стивен Гоф начал кататься на коньках в возрасте девяти лет в его родном городе Фредериктоне. Он занял 3-е место на юниорском и североамериканском чемпионатах Канады в 1989 году, а через год стал чемпионом Северной Америки. В 1991 году выиграл серебряную медаль в беге на 1500 м на Канадских зимних играх в Шарлоттауне и занял 1-е место в общем зачёте на Кубке Ланктантии в 1992 году. В декабре был вызван в национальную сборную.
Он дебютировал в 1993 году на чемпионате мира в Пекине, где в эстафете канадская сборная поделила 5-е место с Нидерландами. Гоф установил два североамериканских рекорда, а также установил национальные и провинциальные стандарты. Он был первым конькобежцем, родившимся в Фредериктоне, завоевавший золотую медаль на национальном уровне. В 1993 году занял 5-е место в отборочных испытаниях олимпийской сборной Канады.
В феврале 1994 года на зимних Олимпийских играх в Лиллехаммере Гоф участвовал в эстафете, но команда Канады заняла в финале только 4-е место. После игр в марте на командном чемпионате мира в Кембридже помог команде выиграть серебряную медаль, а в апреле на чемпионате мира в Гилфорде он выиграл с командой бронзу в эстафете.
В 1995 году Гоф занял 8-е место на открытом чемпионате Канады и в том же году получил серьезную травму ноги. После восстановления стал чемпионом Канады 1997 года. На Олимпийских командных соревнованиях 1997 года установил 2-е самое быстрое время в гонке преследования на 666 метров. В 1998 году он завершил карьеру спортсмена.

## Тренерская карьера
После ухода из конькобежного спорта Гоф тренировал сборную США с 1999 по 2003 года. С сентября 2003 года по декабрь 2006 года работал в США представителем по продажам шорт-трека в Северной Америке, потом поступил в Университет Макгилла. После окончания юридического факультета в 2007 году Гоф устроился на работу в конькобежный спорт Канады в составе тренерского штаба мужской команды и проработал там до Олимпийских игр 2010 года в Ванкувере. Он также тренировал сборную США с 2012 по 2014 год до зимних Олимпийских игр в Сочи 2014 года. После 6,5 лет работы в RSM US LLP в практике государственных и местных налогов в Нью-Йорке, в мае 2021 года Гоф был назначен главным тренером национальной сборной США для подготовки к Олимпиаде 2022 года в Пекине.

## Награды
- 6 июня 2009 года - зачислен в Спортивный зал славы Нью-Брансуика[4]
- 2009 год - член Фредериктонской спортивной стены славы